# Katherine Knight
Katherine Mary Knight (n. 24 octombrie 1955) este o australiancă ce a devenit cunoscută după odioasa ei crimă, devenind prima femeie din Australia condamnată la închisoare pe viață fără eliberare condiționată.

## Copilăria și viața
Katherine Mary Knight s-a născut in 1955 în Australia. Dar ea a suferit după decesul mamei ei. Ea a fost cea mai mică dintre frații ei dar tatăl ei, Ken Knight era un om alcoolic.

## Mariajul și crima
Ea s-a căsătorit cu David Kellet dar acesta a murit de o gripă. Mai târziu se căsătorește cu David Saunders dar divorțează la scurt timp pentru că i-a spart maxilarul acestuia. Se căsătorește cu John Chiloingworth dar divorțează și de el pentru că i-a ucis câinele. În 1988 s-a căsătorit cu John Price. Dar el a impus ordin de restricție pe numele acesteia, însă ea nu s-a lăsat și l-a ucis prin înjunghiere de 37 de ori. După aceea i-a preparat corpul.

## Tentativa de sinucidere și procesul
Când pregătea masa este arestată dar în închisoare încearcă să se sinucidă împușcându-se. Nu are noroc și în 2001 este condamnată la închisoare pe viață fără eliberare condiționată.
Nici în prezent nu are regrete pentru sadica ucidere.

## Urmările
În prezent ea se află în arest cu 4 copii departe de ea. Caracteristicile date de criminaliști sunt de sadicism și canibalism. A ajuns una dintre cele mai cunoscute criminale din lume.